# Nemophila pedunculata
Nemophila pedunculata är en strävbladig växtart som beskrevs av David Douglas och George Bentham. Nemophila pedunculata ingår i släktet kärleksblomstersläktet, och familjen strävbladiga växter. Inga underarter finns listade i Catalogue of Life.